# Estrella (símbol)
L'estrella és un símbol molt usat, sovint per representar l'estrella astronòmica. Acostuma a designar alguna cosa relacionada amb el cel. També s'usen estrelles com a indicador de qualitat (per exemple les categories d'un hotel o les puntuacions de molts videojocs).

## Estrelles de quatre puntes
- Apareix a la bandera de l'OTAN i el Mercosur
- A vegades està dins la brúixola, assenyalant els punts cardinals bàsics

## Estrelles de cinc puntes
- El pentacle
- L'estrella de l'estelada, la senyera independentista
- S'associa al poder militar, per això apareix en molts uniformes
- Apareix a les banderes del Pakistan, el Marroc, Etiòpia, la Unió Europea i molts països del comunisme
- Juntament amb la mitja lluna, representa l'Islam
- Era l'emblema de l'Imperi otomà

## Estrelles de sis puntes
- L'estrella de David, emblema del poble jueu
- Quan no es veuen les línies interiors, és un símbol de la Verge Maria
- El tauler de les dames xineses
- El nombre d'estrelles d'un establiment culinari indica el nivell de satisfacció dels jutges de la Guia Michelin. Les puntes són arrodonides com si l'estrella hagués estat inflada com un pneumàtic.

## Estrelles de set puntes
- Apareix a les banderes d'Austràlia i el poble cherokee
- L'heptagramma és un símbol de la Wicca que s'associa a la màgia
- Representa els set planetes de l'alquímia

## Estrelles de vuit puntes
- Apareix a la bandera de les Filipines
- És una condecoració militar